# Benson (Nueva York)
Benson  es un pueblo en el condado de Hamilton, Nueva York, Estados Unidos. Su población en el censo de 2000 era de 201 personas. Benson se encuentra en la parte sur del condado al noroeste de Schenectady.

## Geografía
Según el censo de los Estados Unidos, el pueblo tiene un área total de 83.2 millas cuadradas (215.4 km²), de la cual, 82.7 millas cuadradas (214.1 km²) es tierra y 0.5 millas cuadrads (1.3 km²) (0.61%) es agua.

## Historia
Benson fue fundado en 1860 de los pueblos Hope y Mayfield (ahora en el condado de Fulton).